# 쿨집박쥐
쿨집박쥐(Pipistrellus kuhlii)는 애기박쥐과에 속하는 박쥐의 일종이다. 북아프키라와 유럽 남부, 서아시아 지역에 널리 분포한다. 온대 기후 숲과 아열대 또는 열대 기후의 건조 관목 지대, 지중해성 관목 식생 지대, 온대 초원, 도시 근교와 농촌 지역에서 발견된다.

## 분류학
쿨집박쥐는 1817년 하인리히 쿨(Heinrich Kuhl)이 "독일 박쥐류"(Die deutschen Fledermäuse)라는 책에 Vespertilio kuhlii라는 학명으로 처음 기재되었다.